# Abronia bogerti
Abronia bogerti är en ödleart som beskrevs av Joseph A. Tihen 1954. Abronia bogerti ingår i släktet Abronia och familjen kopparödlor. Inga underarter finns listade i Catalogue of Life.
Denna ödla förekommer i södra Mexiko i delstaten Oaxaca. Arten lever i bergstrakter mellan 750 och 1400 meter över havet. Den vistas i skogar och klättrar i träd. Äggen kläcks inuti honans kropp.
Beståndet hotas av skogarnas omvandling till jordbruksmark. Populationens storlek är okänd. IUCN kategoriserar arten globalt som otillräckligt studerad.